# Dângău Mic, Cluj
Dângău Mic (în maghiară Gyerőfidongó) este un sat în comuna Căpușu Mare din județul Cluj, Transilvania, România.

## Lăcașuri de cult
- Biserica de lemn din Dângău Mic

## Galerie de imagini

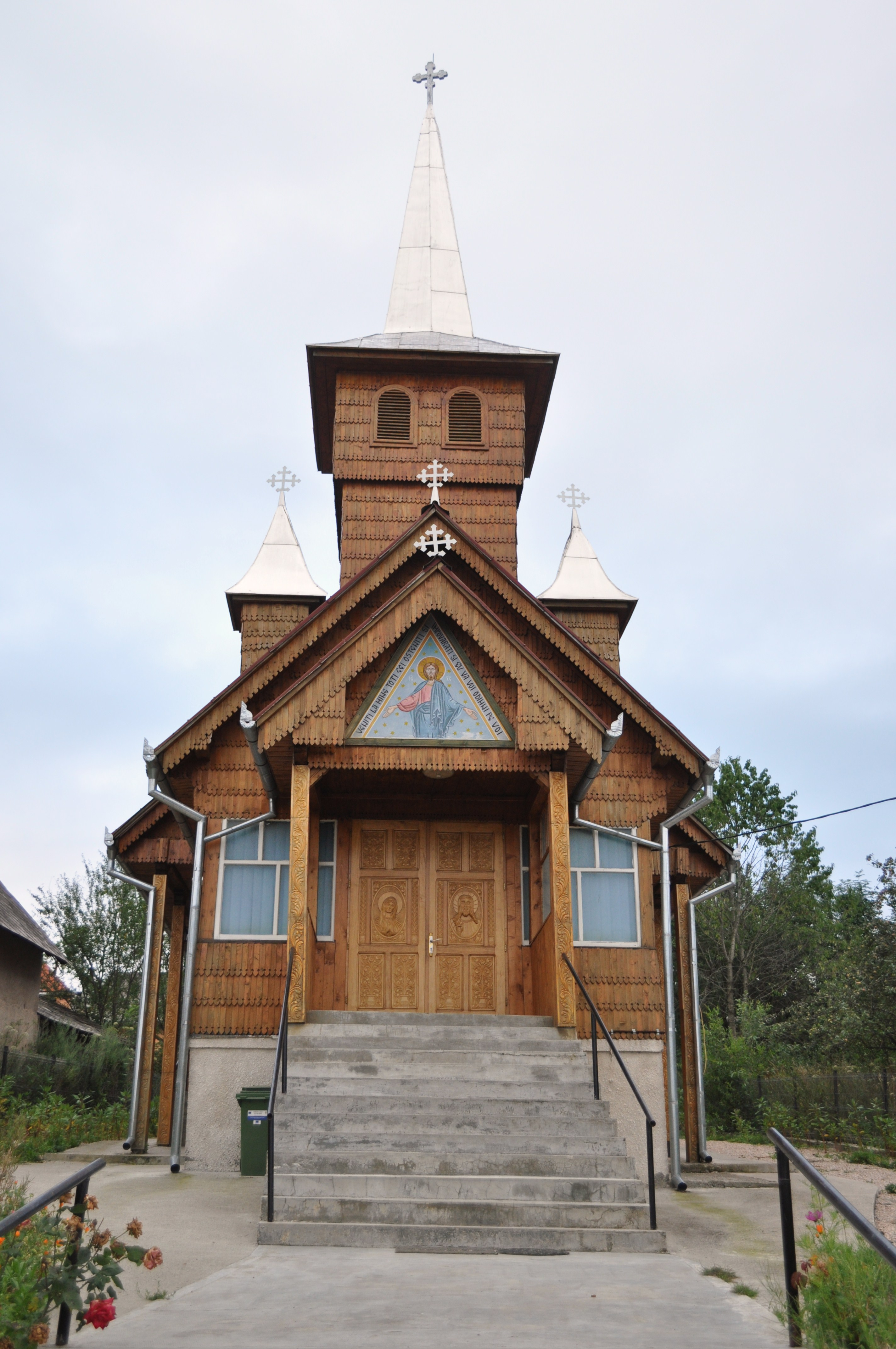
Biserica de lemn „Buna Vestire” (2008)
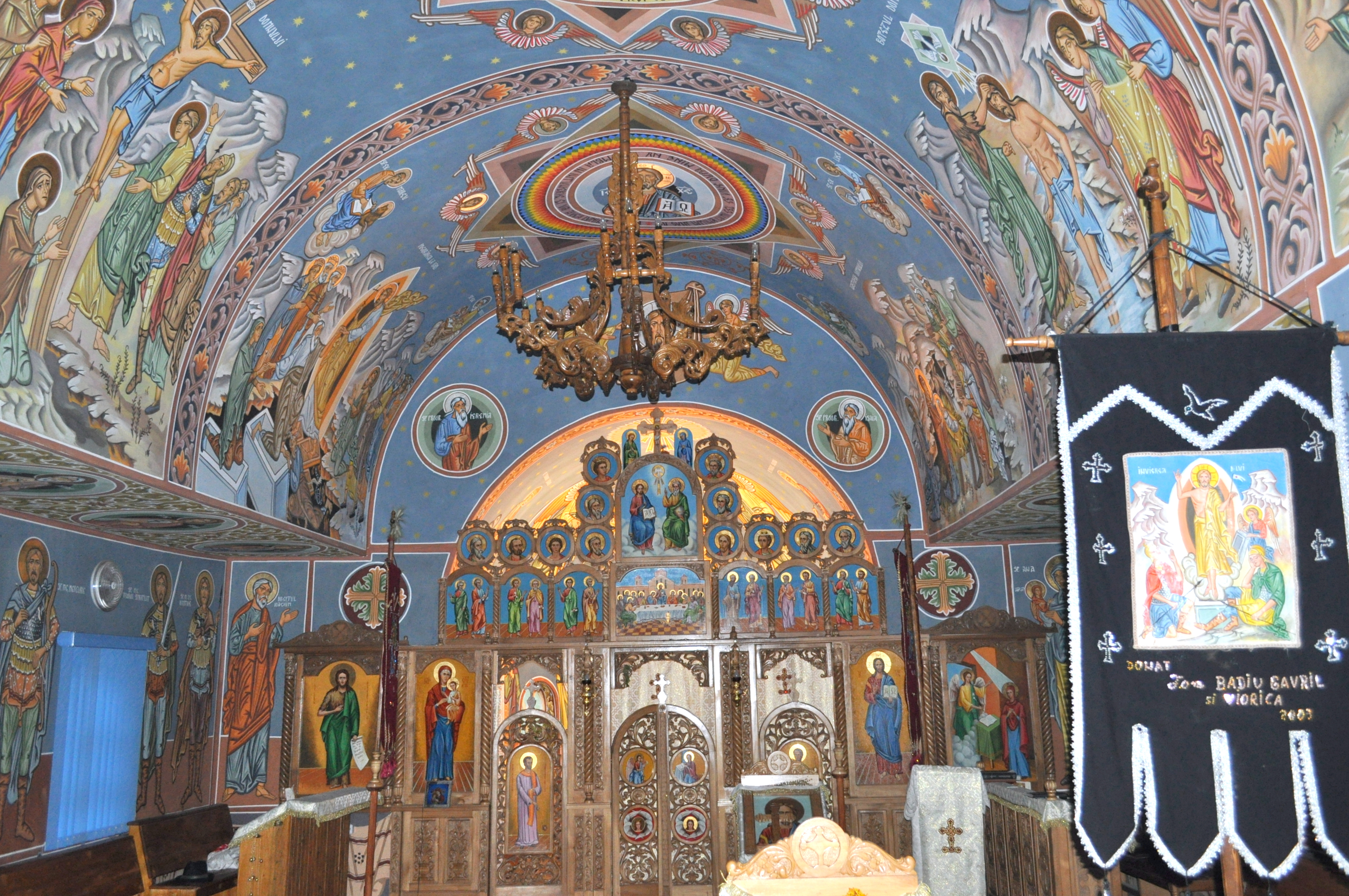
Biserica de lemn „Buna Vestire” (interior)
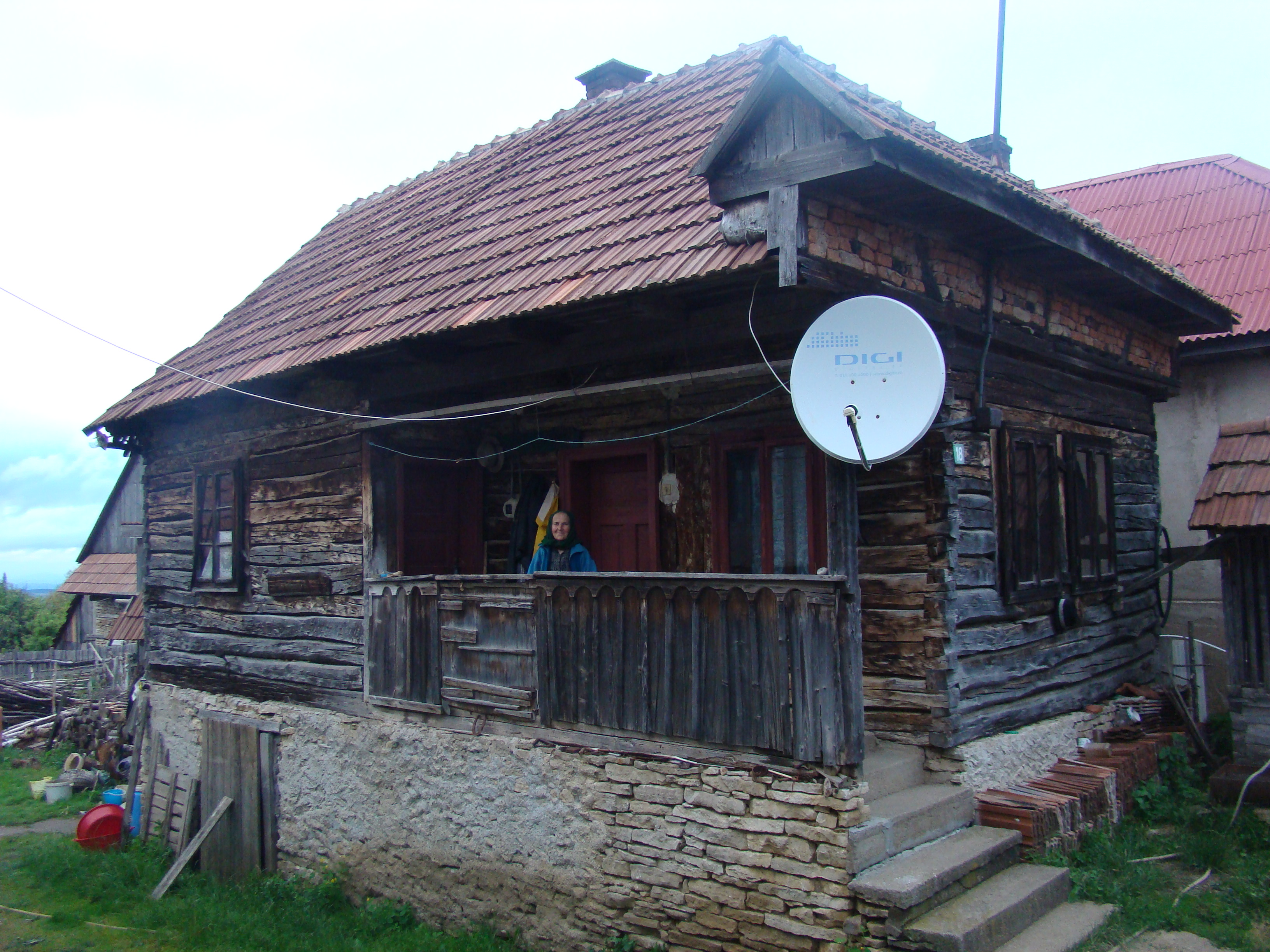
Casă veche de lemn